# クリフ・ペニントン (野球)
クリフトン・ランドルフ・ペニントン（Clifton Randoulph Pennington, 1984年6月15日 - ）は、アメリカ合衆国テキサス州コーパスクリスティ出身の元プロ野球選手（内野手）。右投両打。愛称はペニー（Penny） 。現在は、テキサスA&M大学野球部のアシスタントコーチを務める。

## 経歴

### プロ入りとアスレチックス時代
2005年のMLBドラフト1巡目（全体21位）でオークランド・アスレチックスから指名され、6月17日に契約を結んだ。契約後、傘下のA級ケーンカウンティ・クーガーズでプロデビュー。69試合に出場して打率.276、3本塁打、29打点、25盗塁を記録した。
2006年はA+級ストックトン・ポーツでプレーし、46試合に出場して打率.203、2本塁打、21打点、7盗塁を記録した。6月25日に右ハムストリングの故障で離脱した。8月にルーキー級アリゾナリーグ・アスレチックスで復帰し、9試合に出場した。
2007年はまずA+級ストックトンでプレーし、68試合に出場して打率.255、6本塁打、36打点、9盗塁を記録した。6月にAA級ミッドランド・ロックハウンズへ昇格した。同球団では70試合に出場して打率.251、2本塁打、21打点、8盗塁を記録した。
2008年はAA級ミッドランドで開幕を迎え、50試合に出場して打率.260、18打点、20盗塁を記録した。5月30日にAAA級サクラメント・リバーキャッツへ昇格した。同球団では65試合に出場して打率.297、2本塁打、16打点、20盗塁を記録した。8月12日にアスレチックスとメジャー契約を結んでアクティブ・ロースター入りし、同日のタンパベイ・レイズ戦でメジャーデビュー。「9番・三塁手」として先発起用されたが、3打数無安打に終わった。昇格後は内野のバックアップとして起用されていたが、9月からは先発起用が増え、この年メジャーでは36試合に出場して打率.242、9打点、4盗塁を記録した。
2009年2月21日にアスレチックスと1年契約に合意した。4月4日にAAA級サクラメントへ異動し、開幕を迎えた。AAA級サクラメントでは99試合に出場して打率.264、3本塁打、40打点、27盗塁を記録した。7月31日にメジャーへ昇格すると、同日に正遊撃手のオーランド・カブレラが移籍したため、昇格後は遊撃のポジションを奪取し、60試合に出場して打率.279、4本塁打、21打点、7盗塁を記録した。
2010年3月8日にアスレチックスと1年契約に合意。この年は正遊撃手として開幕を迎え、156試合に出場して打率.250、6本塁打、46打点、29盗塁を記録した。
2011年2月27日にアスレチックスと1年契約に合意。この年は148試合に出場して打率.264、8本塁打、58打点、14盗塁を記録した。
2012年2月12日にアスレチックスと1年契約に合意した。開幕後は例年通り正遊撃手として起用されていたが、7月20日に左肘の故障で15日間の故障者リスト入りした。その後、8月7日に復帰した。この年は125試合に出場して打率.215、6本塁打、28打点、15盗塁を記録した。シーズン終了時点で当時のアスレチックスのロースターの中では一番の古株であった。

### ダイヤモンドバックス時代
2012年10月20日にマイアミ・マーリンズも絡んだ三角トレードで、アリゾナ・ダイヤモンドバックスへ移籍した。
2013年1月30日にダイヤモンドバックスと総額500万ドルの2年契約を結んだ。ダイヤモンドバックスは前年遊撃手を固定することができず、ウィリー・ブルームクイストらと正遊撃手の座を争うこととなったが、開幕から先発起用された。しかし、開幕後は打率2割を切るなど不調が続き、5月からは先発から外れ、メジャー2年目のディディ・グレゴリウスに遊撃のポジションを奪われるなど苦悩の1年となった。この年は96試合の出場にとどまり、打率.242、1本塁打、18打点、2盗塁を記録した。
2014年は前年AAA級でMVPと新人王を獲得した有望株のクリス・オーウィングスが正遊撃手となったため、厳しい状況に置かれた。6月3日に左手親指の故障で15日間の故障者リスト入りした。8月6日に復帰した後は、今度はオーウィングスが右肩痛で約2ヶ月の戦線離脱をしていたため、グレゴリウスが遊撃のポジションを務めており、遊撃・二塁のバックアップとして起用され、2009年以来の三塁守備にも就いた。この年は68試合に出場して打率.254、2本塁打、10打点、6盗塁と不本意なシーズンとなった。オフの12月28日にダイヤモンドバックスと327万5000ドルの1年契約に合意した。2015年シーズンも控えに甘んじる事が多く、自身の誕生日でもある6月15日の試合ではマイナー以来、メジャーでは初めて左翼手の守備に就き、補殺も1記録した。

### ブルージェイズ時代
2015年8月8日にウェイバー公示を経てダウェル・ルーゴとのトレードで、トロント・ブルージェイズへ移籍した。ブルージェイズでは内野のユーティリティとして33試合に出場したが、打撃面では打率.160、2本塁打と結果を残せなかった。シーズン全体では3年ぶりに100超となる105試合でプレーし、打率.210、3本塁打、21打点、3盗塁という打撃成績だった。そして、リーグチャンピオンシップ（対カンザスシティ・ロイヤルズ）で、ポストシーズンではMLB史上初となる野手登録の選手が登板するという珍記録を樹立した。オフの11月2日にFAとなった。

### エンゼルス時代
2015年11月17日にロサンゼルス・エンゼルスと2年375万ドルの契約を結んだ。
2016年は控え内野手として二塁、遊撃をメインに起用された。74試合に出場して打率.209、3本塁打、10打点、1盗塁を記録した。守備面では、二塁の58試合が多く、1失策、守備率.994、DRS + 3、UZR + 0.8、遊撃（17試合）では、1失策、守備率.983、DRS + 1、UZR + 0.9を記録した。
2017年オフの11月2日にFAとなった。

### レッズ時代
2018年2月15日にシンシナティ・レッズとマイナー契約を結び、スプリングトレーニングに招待選手として参加することになった。開幕はメジャーで迎えるも、4月26日に傘下のAAA級ルイビル・バッツへ降格、さらに28日にはマイナー契約となった。その後、5月18日に自ら契約解除を申し出て自由契約となった。

### レンジャーズ傘下時代
レッズを自由契約となった同日の2018年5月18日にテキサス・レンジャーズとマイナー契約を結び、翌19日に傘下のAAA級ラウンドロック・エクスプレスへ配属された。オフの11月2日にFAとなった。

### アスレチックス傘下時代
2019年2月15日にプロ入り時の古巣であるアスレチックスとマイナー契約を結び、スプリングトレーニングに招待選手として参加した。
3月14日には、東京ドームで行われるシアトル・マリナーズとの開幕シリーズに参加するメンバー30人に選ばれ、来日した。17日と18日に行われた北海道日本ハムファイターズとのプレシーズンマッチではいずれも途中出場した。開幕直前の3月31日に自由契約となった。

### ヤンキース傘下時代
その後、4月4日にニューヨーク・ヤンキースとマイナー契約を結んだ。開幕から傘下のAAA級スクラントン・ウィルクスバリ・レイルライダースでプレーしていたが、6月4日に自由契約となった。

### 引退後
2019年6月17日に母校のテキサスA&M大学のアシスタントコーチ就任が発表され、2年間務めた。
2021年からはダラス・バプティスト大学のアシスタントコーチ兼リクルーティング・コーディネイターとなり、4年間務めた。
2025年6月からは再びテキサスA&M大学のアシスタントコーチを務める。

## プレースタイル
俊足を生かした広大な守備範囲と強肩を持つも、メジャーではよくあるジャンピングスローをあまりしない堅実な守備で知られている。2010年にはゴールドグラブ賞、フィールディング・バイブル・アワードの候補にも名を連ねた。打撃は苦手で、狙い球を絞るゲスヒッタータイプ。規定打席以上では2011年の.264が自己最高となっている。本職は遊撃だが、二塁の方が守備成績が良く、後年には、三塁や左翼の守備機会も増えている。

## 詳細情報

### 年度別打撃成績
| 年 度     | 球 団     | 試 合 | 打 席 | 打 数 | 得 点 | 安 打 | 二 塁 打 | 三 塁 打 | 本 塁 打 | 塁 打 | 打 点 | 盗 塁 | 盗 塁 死 | 犠 打 | 犠 飛 | 四 球 | 敬 遠 | 死 球 | 三 振 | 併 殺 打 | 打 率 | 出 塁 率 | 長 打 率 | O P S |
| --------- | --------- | ----- | ----- | ----- | ----- | ----- | -------- | -------- | -------- | ----- | ----- | ----- | -------- | ----- | ----- | ----- | ----- | ----- | ----- | -------- | ----- | -------- | -------- | ----- |
| 2008      | OAK       | 36    | 117   | 99    | 14    | 24    | 5        | 0        | 0        | 29    | 9     | 4     | 1        | 2     | 1     | 13    | 0     | 2     | 18    | 1        | .242  | .339     | .293     | .632  |
| 2009      | OAK       | 60    | 229   | 208   | 27    | 58    | 11       | 3        | 4        | 87    | 21    | 7     | 5        | 1     | 0     | 19    | 0     | 1     | 46    | 5        | .279  | .342     | .418     | .760  |
| 2010      | OAK       | 156   | 576   | 508   | 64    | 127   | 26       | 8        | 6        | 187   | 46    | 29    | 5        | 12    | 3     | 50    | 0     | 3     | 96    | 7        | .250  | .319     | .368     | .687  |
| 2011      | OAK       | 148   | 570   | 515   | 57    | 136   | 26       | 2        | 8        | 190   | 58    | 14    | 9        | 8     | 4     | 42    | 1     | 1     | 104   | 5        | .264  | .319     | .369     | .687  |
| 2012      | OAK       | 125   | 462   | 418   | 50    | 90    | 18       | 2        | 6        | 130   | 28    | 15    | 6        | 5     | 2     | 35    | 0     | 2     | 90    | 1        | .215  | .278     | .311     | .589  |
| 2013      | ARI       | 96    | 299   | 269   | 25    | 65    | 13       | 3        | 2        | 62    | 18    | 2     | 0        | 2     | 1     | 26    | 5     | 1     | 54    | 7        | .242  | .310     | .309     | .618  |
| 2014      | ARI       | 68    | 201   | 177   | 21    | 45    | 5        | 1        | 1        | 83    | 10    | 6     | 1        | 1     | 0     | 20    | 0     | 3     | 36    | 1        | .254  | .340     | .350     | .690  |
| 2015      | ARI       | 72    | 157   | 135   | 15    | 32    | 0        | 1        | 1        | 38    | 10    | 3     | 0        | 4     | 2     | 16    | 2     | 0     | 29    | 4        | .237  | .314     | .281     | .595  |
| 2015      | TOR       | 33    | 92    | 75    | 9     | 12    | 3        | 0        | 2        | 21    | 11    | 0     | 0        | 3     | 2     | 11    | 0     | 1     | 20    | 2        | .160  | .270     | .280     | .550  |
| '15計     | TOR       | 105   | 249   | 210   | 24    | 44    | 3        | 1        | 3        | 59    | 21    | 3     | 0        | 7     | 4     | 27    | 2     | 1     | 49    | 6        | .210  | .298     | .281     | .578  |
| 2016      | LAA       | 74    | 188   | 172   | 18    | 36    | 4        | 2        | 3        | 53    | 10    | 1     | 0        | 3     | 0     | 13    | 0     | 0     | 55    | 4        | .209  | .265     | .308     | .573  |
| 2017      | LAA       | 87    | 217   | 194   | 23    | 49    | 6        | 0        | 3        | 64    | 21    | 3     | 1        | 1     | 5     | 16    | 0     | 1     | 58    | 2        | .253  | .306     | .330     | .635  |
| 2018      | CIN       | 16    | 34    | 29    | 1     | 4     | 0        | 0        | 0        | 4     | 0     | 0     | 0        | 0     | 0     | 5     | 0     | 0     | 13    | 1        | .138  | .265     | .138     | .403  |
| MLB：11年 | MLB：11年 | 971   | 3142  | 2799  | 324   | 678   | 120      | 21       | 36       | 948   | 242   | 84    | 28       | 42    | 20    | 266   | 8     | 15    | 619   | 40       | .242  | .309     | .339     | .648  |

### 記録
MiLB
- オールスター・フューチャーズゲーム選出：1回（2008年）

### 背番号
- 56（2008年 - 2009年途中）
- 26（2009年途中 - 同年終了）
- 2（2010年 - 2012年）
- 4（2013年 - 2015年途中、2018年）
- 9（2015年途中 - 同年終了）
- 7（2016年 - 2017年）